# Al Green’s Greatest Hits
Az Al Green's Greatest Hits Al Green soulénekes 1975-ben megjelent válogatásalbuma. 2020-ban Minden idők 500 legjobb albuma listán 456. helyen szerepelt.

## Számok
1. Tired of Being Alone – 2:43
2. Call Me (Come Back Home) – 3:04
3. I'm Still in Love With You – 3:15
4. Here I Am (Come and Take Me) – 4:16
5. Love and Happiness – 5:08
6. Let's Stay Together – 3:18
7. I Can't Get Next to You – 3:52
8. You Ought to Be With Me – 3:19
9. Look What You Done for Me – 3:06
10. Let's Get Married – 5:36
11. Livin' for You – 3:12
12. Sha La La (Make Me Happy)
13. L-O-V-E (Love)
14. Full of Fire
15. Belle

## Zenészek
- James Mitchell - baritonszaxofon, húrosok
- Archie Turner - zongora
- Teenie Hodges - gitár
- Rhodes, Chalmers & Rhodes - háttérvokál
- Michael J. Allen - zongora
- Ali Muhammed Jackson - bongo, conga, dobok
- Charles Chalmers - húros hangszerelés
- Howard Grimes - bongo, konga, dobok
- Jack Hale - harsona
- Charles Hodges - orgona, zongora
- Leroy Hodges - basszusgitár
- Wayne Jackson - trombita
- Ed Logan - tenorkürt
- Andrew Love - tenorkürt